# Robert Baden-Powell
Tenente-General Robert Stephenson Smyth Baden-Powell, o 1º Barão Baden-Powell de Gilwell, OM, GCMG, GCVO, KCB, KStJ, DL (Londres, 22 de fevereiro de 1857 – Nieri, 8 de janeiro de 1941) foi um oficial do Exército Britânico, escritor, fundador do escotismo e do Movimento Bandeirante (especifico para meninas) juntamente com sua irmã Agnes Baden-Powell e a esposa Olave Baden-Powell em 1909. Baden-Powell escreveu Escotismo para Rapazes (Scouting for Boys), que, juntamente com seus livros anteriores, Reconnaissance and Scouting (Reconhecimento e Exploração Militar), 1884 e Aids to Scouting for N.-C.Os and Men (Ajudas à Exploração Militar para Sub-Oficiais e Soldados), 1899 (destinados ao uso militar), e a revista The Scout, contribuíram para o rápido crescimento do Movimento Escoteiro.
Tendo estudado na Escola Charterhouse, Baden-Powell serviu no Exército Britânico de 1876 até 1910, atuando na Índia e na África. Em 1899, durante a Segunda Guerra dos Bôeres, na África do Sul, Baden-Powell liderou a defesa da cidade no Cerco de Mafeking. Seus livros, originalmente escritos para treinamento militar de reconhecimento, também foram lidos por jovens e utilizados por professores e organizações juvenis. Em agosto de 1907, ele organizou um acampamento experimental na Ilha de Brownsea (Brownsea Island Scout camp) para testar suas ideias sobre o treinamento de jovens em escotismo. Ele escreveu Escotismo para Rapazes, publicado em 1908 por C. Arthur Pearson Limited, voltado para o público jovem. Em 1910, Baden-Powell aposentou-se do Exército e fundou a Associação dos Escoteiros.
Em 1909, ocorreu um encontro ou "rally" de escoteiros no Crystal Palace. Muitas garotas vestindo uniformes de escoteiros compareceram, e, diante da imprensa, um pequeno grupo informou Baden-Powell que eram as "Escoteiras" (Girl Scouts). Em 1910, Baden-Powell e sua irmã Agnes Baden-Powell fundaram a Associação das Bandeirantes (The Girl Guides Association).
Em 1912, Baden-Powell casou-se com Olave St Clair Soames.
Ele orientou a Associação dos Escoteiros e a Associação das Bandeirantes até sua aposentadoria em 1937. Baden-Powell viveu seus últimos anos em Nieri, no Quênia, onde faleceu e foi sepultado em 1941. Seu túmulo é considerado um monumento nacional.

## Biografia

### Infância
Baden-Powell foi o penúltimo filho do Reverendo Professor Baden Powell, Professor Saviliano de Geometria na Universidade de Oxford e sacerdote da Igreja da Inglaterra, e de sua terceira esposa, Henrietta Grace, nascida Smyth, filha mais velha do Almirante William Henry Smyth. Após a morte de seu pai em 1860, sua mãe, para identificar os filhos com a fama do falecido marido, adotou o nome Baden-Powell para a família. O nome foi eventualmente alterado legalmente por Licença Real em 30 de abril de 1902.
A família do pai de Baden-Powell tinha origem em Suffolk. O ancestral mais antigo conhecido da família Smyth, por parte de sua mãe, foi um colonizador americano monarquista; o avô materno de sua mãe, Thomas Warington, foi cônsul britânico em Nápoles por volta de 1800.
Baden-Powell nasceu como Robert Stephenson Smyth Powell em 6 Stanhope Street (atualmente 11 Stanhope Terrace), Paddington, Londres, em 22 de fevereiro de 1857. Ele era chamado de "Stephe" (pronunciado "Stevie") por sua família. Seu nome foi inspirado em seu padrinho, Robert Stephenson, engenheiro ferroviário e civil, e seu terceiro nome era o sobrenome de sua mãe.
Baden-Powell tinha quatro meios-irmãos mais velhos do segundo dos dois casamentos anteriores de seu pai e era o quinto filho sobrevivente do terceiro casamento de seu pai:
- Warington (1847–1921)
- George (1847–1898)
- Augustus ("Gus", 1849–1863), que frequentemente adoecia e morreu jovem
- Francis ("Frank", 1850–1933)
- Henrietta Smyth, 28 de outubro de 1851 – 9 de março de 1854
- John Penrose Smyth, 21 de dezembro de 1852 – 14 de dezembro de 1855
- Jessie Smyth, 25 de novembro de 1855 – 24 de julho de 1856
- B-P (22 de fevereiro de 1857 – 8 de janeiro de 1941)
- Agnes (1858–1945)
- Baden (1860–1937)

Os três filhos imediatamente anteriores a Baden-Powell morreram muito jovens antes de seu nascimento, criando um intervalo de sete anos entre ele e seu irmão mais velho, Frank. Assim, ele e seus dois irmãos mais novos eram quase como uma família separada, na qual ele era o mais velho.
Seu pai faleceu quando Baden-Powell tinha três anos, então ele foi criado por sua mãe, uma mulher forte e determinada a garantir o sucesso de seus filhos. Em 1933, ele disse sobre ela: "O segredo de meu progresso estava todo em minha mãe".
Ele frequentou a Rose Hill School, em Tunbridge Wells, e recebeu uma bolsa de estudos para a Charterhouse, uma escola pública prestigiosa que levava o nome dos antigos edifícios de um mosteiro cartuxo que ocupava na cidade de Londres. No entanto, enquanto era aluno, a escola mudou-se para novas instalações construídas no campo, perto de Godalming, em Surrey. Ele brincava com bonecos, aprendeu piano e violino, era um artista ambidestro e gostava de atuar. Durante as férias, fazia expedições de iate ou canoa com seus irmãos. A primeira introdução de Baden-Powell às habilidades ao ar livre ocorreu por meio de rastreamento e preparo de alimentos na mata, enquanto evitava os professores nas florestas próximas, que eram estritamente proibidas.

### Carreira militar
Em 1876, Baden-Powell ingressou no 13º Regimento de Hussardos na Índia com o posto de tenente. Em 1880, foi incumbido de mapear a Batalha de Maiwand. Ele aprimorou suas habilidades de reconhecimento militar entre os Zulus no início da década de 1880, na Província de Natal, na África do Sul, onde seu regimento foi destacado e onde foi mencionado em despachos oficiais. Em 1890, recebeu a patente de Major como secretário militar e principal ajudante de campo do Comandante-em-Chefe e Governador de Malta, seu tio, o General Sir Henry Augustus Smyth. Ele permaneceu em Malta por três anos, também atuando como oficial de inteligência no Mediterrâneo para o Diretor de Inteligência Militar. Ele relatou que, certa vez, viajou disfarçado de colecionador de borboletas, incorporando planos de instalações militares aos desenhos das asas de borboletas. Em 1884, publicou o livro Reconnaissance and Scouting (Reconhecimento e Exploração Militar).

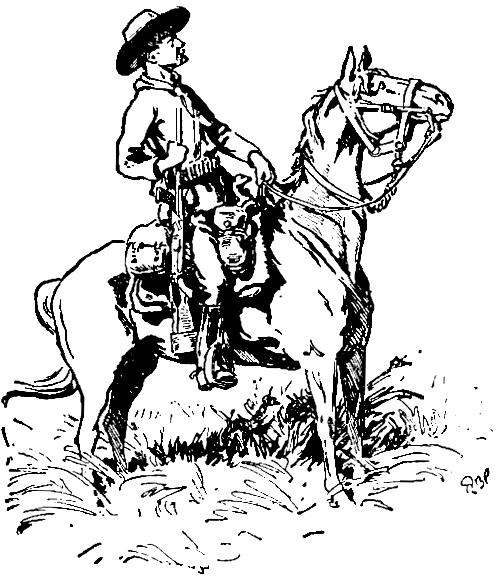
Burnham, desenhado por Baden-Powell, Matabelelândia, 1896.

Baden-Powell retornou à África em 1896 e participou da Segunda Guerra Matabele, na expedição para socorrer os funcionários da Companhia Britânica da África do Sul sitiados em Bulawayo. Essa experiência foi formativa para ele, não apenas porque comandou missões de reconhecimento em território inimigo nas Colinas de Matopos, mas também porque muitas de suas ideias para o escotismo começaram a surgir nesse período. Foi durante essa campanha que ele conheceu e fez amizade com o explorador americano Frederick Russell Burnham, que o introduziu às histórias do Velho Oeste Americano e às técnicas de sobrevivência na natureza (woodcraft), que mais tarde seriam conhecidas como habilidades escoteiras (Scoutcraft). Além disso, ele foi apresentado ao chapéu estilo "Montana Peaked", amplamente produzido pela Stetson e conhecido como chapéu de campanha ou o chapelão escoteiro, além das diversas e práticas utilidades de um lenço de pescoço.
Em 1896, Baden-Powell foi acusado de executar ilegalmente um prisioneiro de guerra, o chefe Matabele Uwini, que havia recebido a promessa de que sua vida seria poupada caso se rendesse. Uwini foi condenado à morte por fuzilamento por um tribunal militar, sentença que Baden-Powell confirmou. Ele foi absolvido por um tribunal de inquérito militar, mas as autoridades civis coloniais exigiram uma investigação e julgamento civil. Posteriormente, Baden-Powell afirmou que foi "liberado sem uma mancha em meu caráter".
Após sua passagem pela Rodésia, Baden-Powell serviu na Quarta Guerra Ashanti, na Costa do Ouro. Os nativos temiam-no tanto que lhe davam o nome de "Impisa" ("lobo-que-nunca-dorme") , devido à sua coragem, à sua perícia como explorador e à sua impressionante habilidade em seguir pistas.
As promoções de B-P na carreira militar eram quase automáticas tal a regularidade com que ocorriam até que, subitamente se tornou famoso.
Em 1897, aos 40 anos, foi promovido a coronel (o mais jovem coronel do Exército Britânico na época) e recebeu o comando do 5º Regimento de Dragões na Índia. Poucos anos depois, escreveu um pequeno manual intitulado Aids to Scouting, uma coletânea de palestras que havia dado sobre reconhecimento militar. Grande parte do conteúdo era uma explicação escrita das lições que havia aprendido com Burnham, destinada ao treinamento de recrutas.

### Mafeking

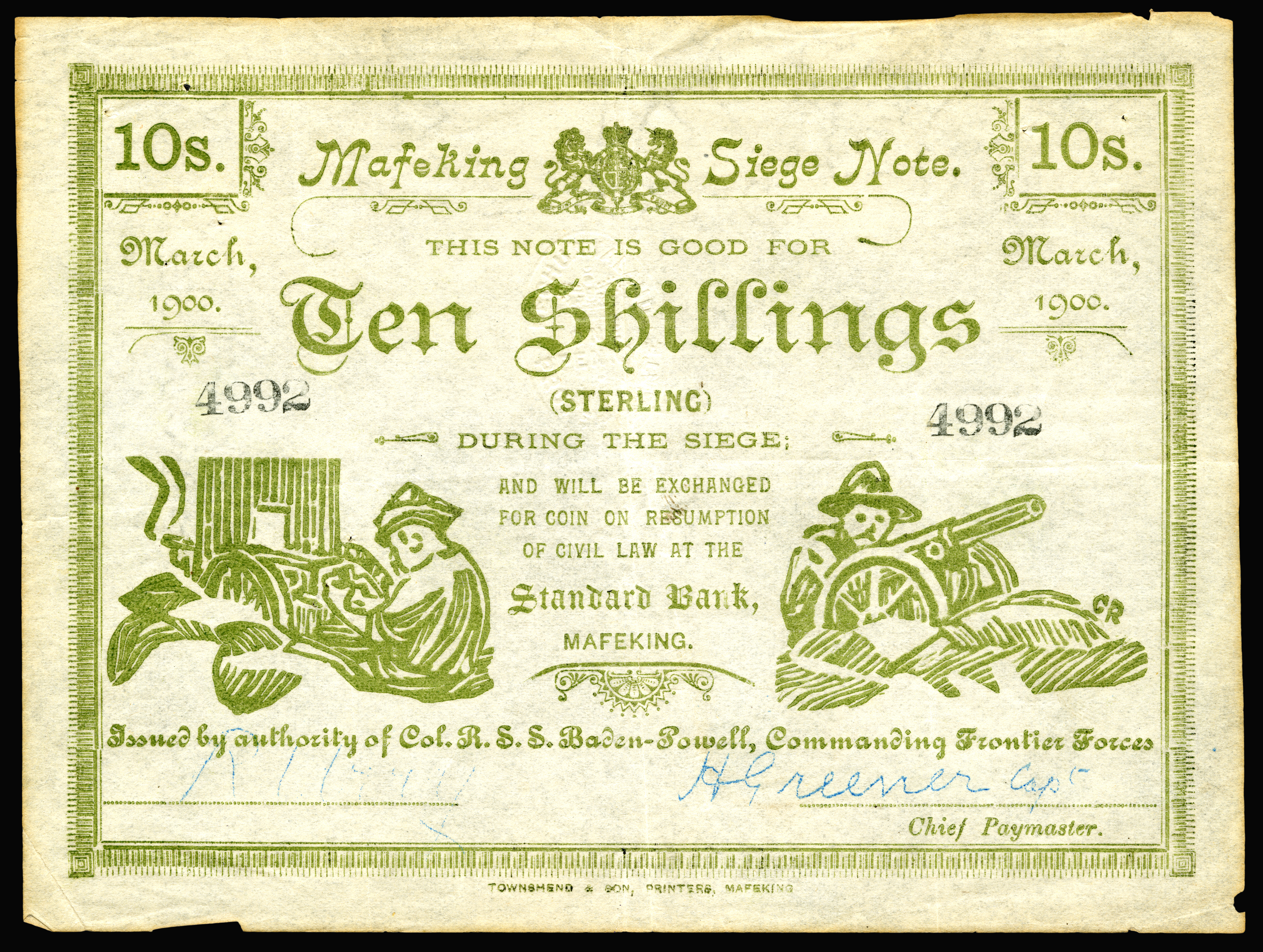
Cerco de Mafeking, 10 xelins (1900), moeda da Segunda Guerra dos Bôeres emitida sob a autoridade do Coronel Robert Baden-Powell

Baden-Powell retornou à África do Sul antes da Segunda Guerra dos Bôeres. Embora tenha recebido ordens para manter uma força móvel de cavalaria na fronteira com as Repúblicas Bôeres, ele acumulou suprimentos e estabeleceu uma guarnição em Mafeking. O subsequente Cerco de Mafeking durou 217 dias. Apesar de Baden-Powell ter forças suficientes para romper o cerco durante boa parte do conflito, especialmente considerando que os Bôeres não possuíam artilharia adequada para bombardear a cidade ou suas tropas, ele permaneceu na cidade, a ponto de seus soldados montados terem que comer seus próprios cavalos. A cidade foi cercada por um exército bôer que, em alguns momentos, chegou a mais de 8.000 homens. 
O cerco à pequena cidade atraiu grande atenção tanto dos Bôeres quanto da mídia internacional, porque Lord Edward Cecil, filho do primeiro-ministro britânico, estava sitiado na cidade. A guarnição resistiu até ser aliviada, em parte graças a artifícios engenhosos, muitos idealizados por Baden-Powell. Campos minados falsos foram criados, e seus soldados fingiam evitar arames farpados inexistentes enquanto se moviam entre as trincheiras. Baden-Powell realizou pessoalmente grande parte do trabalho de reconhecimento. Em uma ocasião, ao notar que os Bôeres não haviam removido a linha ferroviária, ele carregou uma locomotiva blindada com atiradores de elite e a enviou pelos trilhos até o coração do acampamento bôer, retornando com sucesso após o ataque.
O historiador Thomas Pakenham argumentou que o sucesso de Baden-Powell em resistir aos Bôeres foi alcançado às custas das vidas de soldados e civis africanos nativos, incluindo membros de sua própria guarnição africana. Pakenham afirmou que Baden-Powell reduziu drasticamente as rações para os soldados nativos. No entanto, em 2001, após novas pesquisas, Pakenham revisou essa visão.

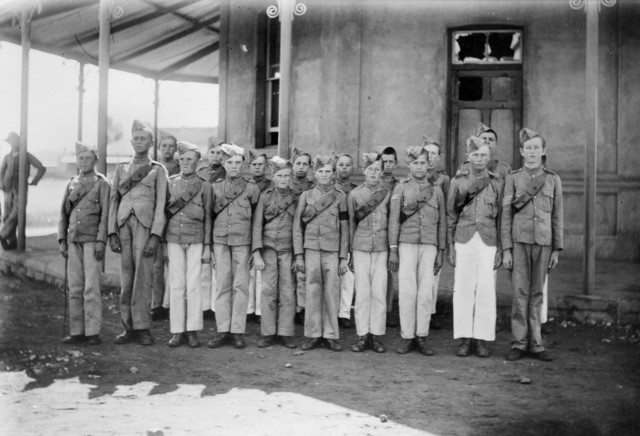
Os Cadetes de Mafeking, com seu líder, Sargento-Mor Warner Goodyear, à direita

Durante o cerco, o Mafeking Cadet Corps, formado por meninos brancos abaixo da idade de combate, desempenhou tarefas como vigiar, carregar mensagens e ajudar em hospitais, liberando os homens adultos para lutar. Baden-Powell não formou o Cadet Corps ele mesmo, e não há evidências de que ele tenha dado muita atenção a eles durante o cerco. No entanto, ele ficou suficientemente impressionado com a coragem e a compostura com que desempenharam suas funções para usá-los mais tarde como exemplo no primeiro capítulo de Escotismo para Rapazes.

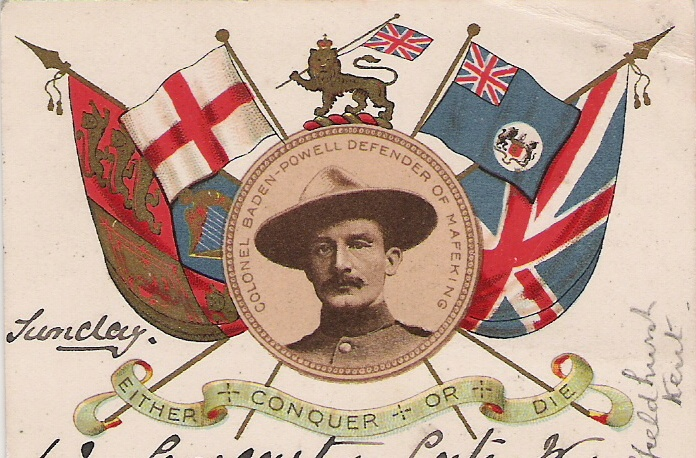
Baden-Powell em um cartão-postal patriótico de 1900

O cerco foi levantado em 17 de maio de 1900. Baden-Powell foi promovido a major-general e tornou-se um herói nacional. No entanto, os comandantes militares britânicos foram mais críticos em relação ao seu desempenho e ainda menos impressionados com sua decisão de novamente se permitir ser cercado em conflitos posteriores. Segundo Pakenham, sua falha em compreender adequadamente a situação e o abandono de soldados, principalmente australianos e rodesianos, na Batalha do Rio Elands levaram à sua remoção das operações ativas.

### Após Mafeking
De volta ao Reino Unido brevemente em outubro de 1901, Baden-Powell foi convidado a visitar o Rei Eduardo VII em Balmoral, o retiro escocês do monarca, onde foi pessoalmente condecorado como Companheiro da Ordem de Bath (CB).

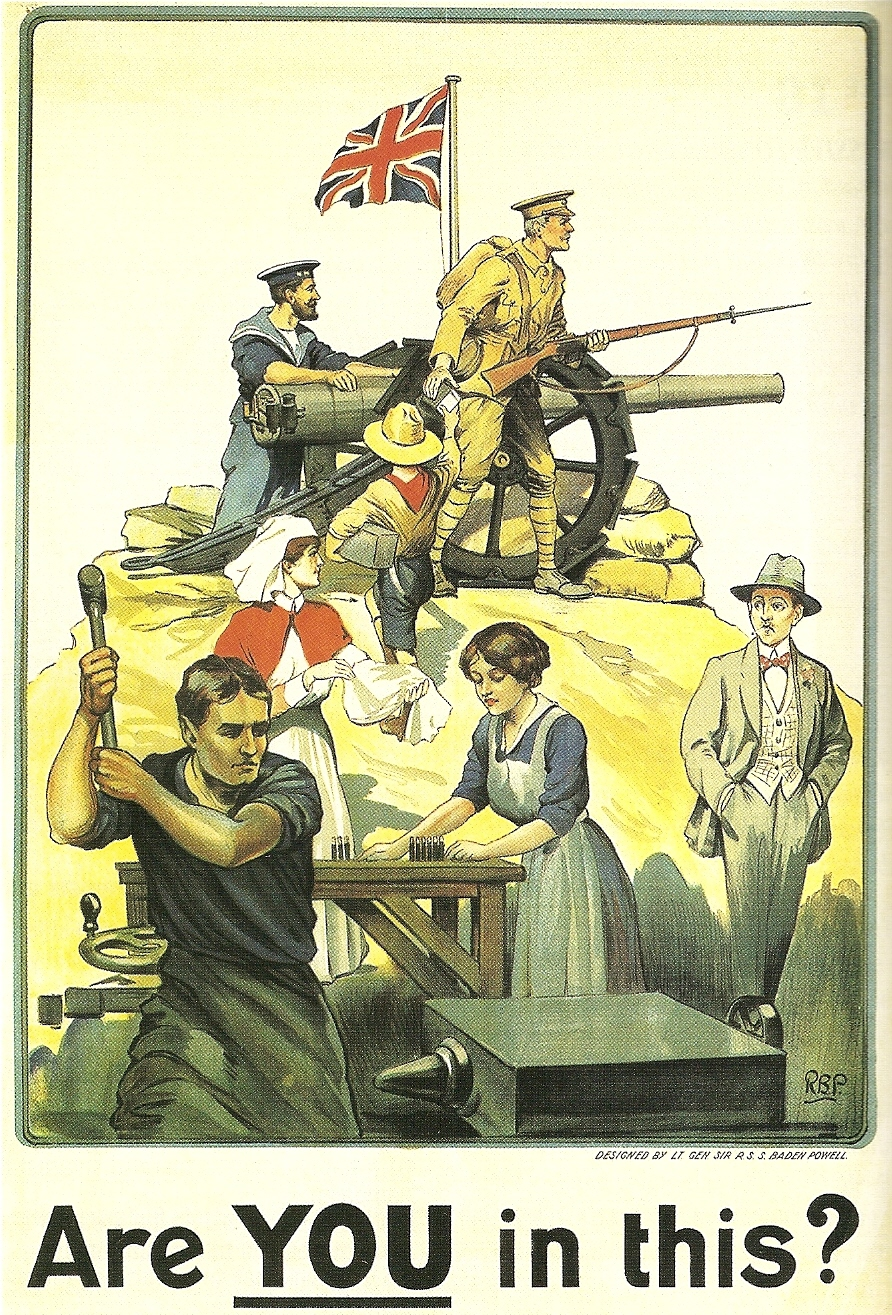
Um pôster de propaganda da Primeira Guerra Mundial desenhado por Baden-Powell

Baden-Powell foi encarregado de organizar a South African Constabulary, uma força policial paramilitar colonial. No entanto, durante essa fase, foi enviado ao Reino Unido devido a problemas de saúde, ficando no comando por apenas sete meses.
Em 1903, Baden-Powell retornou à Inglaterra para assumir o cargo de Inspetor-Geral da Cavalaria. Nesse posto, desempenhou um papel fundamental na reforma do treinamento de reconhecimento na cavalaria britânica, conferindo à força uma vantagem significativa em habilidades de reconhecimento e exploração militar em relação aos rivais continentais do Reino Unido. Apesar de sua carreira como cavalariano, Baden-Powell percebeu que a cavalaria não era páreo para metralhadoras. No entanto, seus superiores, Kitchener e French, ainda consideravam a cavalaria indispensável, o que resultou em sua utilização com pouca eficácia durante a Primeira Guerra Mundial. Curiosamente, o principal item exportado da Grã-Bretanha para Flandres durante a guerra foi ração para cavalos.
Em 1907, Baden-Powell foi promovido a Tenente-General, mas colocado na lista de inativo. Em outubro do mesmo ano, foi nomeado para comandar a Divisão da Nortúmbria no recém-formado Exército Territorial. Durante essa nomeação, Baden-Powell escolheu o local da Catterick Garrison para substituir o Castelo de Richmond, que então servia como quartel-general da divisão.
Em 19 de fevereiro de 1909, enfrentando críticas por seus comentários públicos sobre a Alemanha como inimiga, Baden-Powell partiu abruptamente no SS Aragon, viajando via Portugal e Espanha até a América do Sul. Segundo o Belfast Newsletter, ao visitar Santiago do Chile por três dias em março de 1909, "ele recebeu uma recepção mais calorosa do que qualquer outro estrangeiro na América do Sul". Ele retornou no RMS Danube em 1º de maio de 1909.
Em 1910, aos 53 anos, Baden-Powell aposentou-se do Exército.
Em 1915, seu livro My Adventures as a Spy (Minhas Aventuras Como Espião) foi publicado, gerando falsas alegações de que ele teria atuado como espião durante a guerra.

### O Movimento Escoteiro
Ao retornar da África em 1903, Baden-Powell descobriu que seu manual de treinamento militar, Aids to Scouting, havia se tornado um best-seller e estava sendo utilizado por professores e organizações juvenis, incluindo a House of Education de Charlotte Mason.
Após seu envolvimento com a Boys' Brigade, como vice-presidente e oficial encarregado de sua seção de exploração e reconhecimento militar, e com o incentivo de Sir William Alexander Smith, Baden-Powell decidiu reescrever Aids to Scouting para adaptá-lo a um público jovem. Em agosto de 1907, ele organizou um acampamento na Ilha de Brownsea para testar suas ideias. Cerca de vinte meninos participaram: oito de companhias locais da Boys' Brigade e aproximadamente doze estudantes de escolas públicas, em sua maioria filhos de amigos de Baden-Powell.

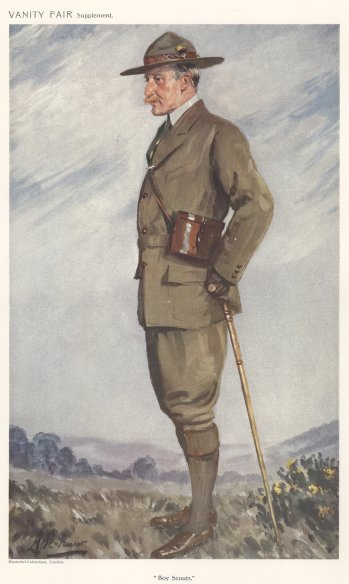
Intitulada "Boy Scouts", ilustração de Baden-Powell na revista Vanity Fair, abril de 1911.

Baden-Powell também foi influenciado por Ernest Thompson Seton, fundador dos Woodcraft Indians. Seton presenteou Baden-Powell com uma cópia de seu livro The Birch Bark Roll of the Woodcraft Indians, e eles se encontraram em 1906. Escotismo para Rapazes (Scouting for Boys), de Baden-Powell, foi publicado em seis partes em 1908 e vendeu aproximadamente 150 milhões de cópias, sendo o quarto livro mais vendido do século XX.
Meninos e meninas espontaneamente formaram tropas escoteiras. O Movimento Escoteiro começou sozinho, primeiro como um fenômeno nacional e, em seguida, internacional. Em 1909, um encontro ou "rally" de escoteiros foi realizado no Crystal Palace, em Londres, onde Baden-Powell conheceu algumas das primeiras escoteiras (Girl Scouts), das quais 6.000 já estavam registradas no movimento. Em 1910, Baden-Powell e sua irmã, Agnes Baden-Powell, fundaram a Associação das Bandeirantes (The Girl Guides Association).
Em 1912, Baden-Powell iniciou uma turnê mundial com uma viagem ao Caribe. Outra passageira do navio foi Juliette Gordon Low, uma americana que liderava uma companhia de guias na Escócia e estava retornando aos Estados Unidos. Baden-Powell a encorajou a fundar as Girl Scouts of the USA.

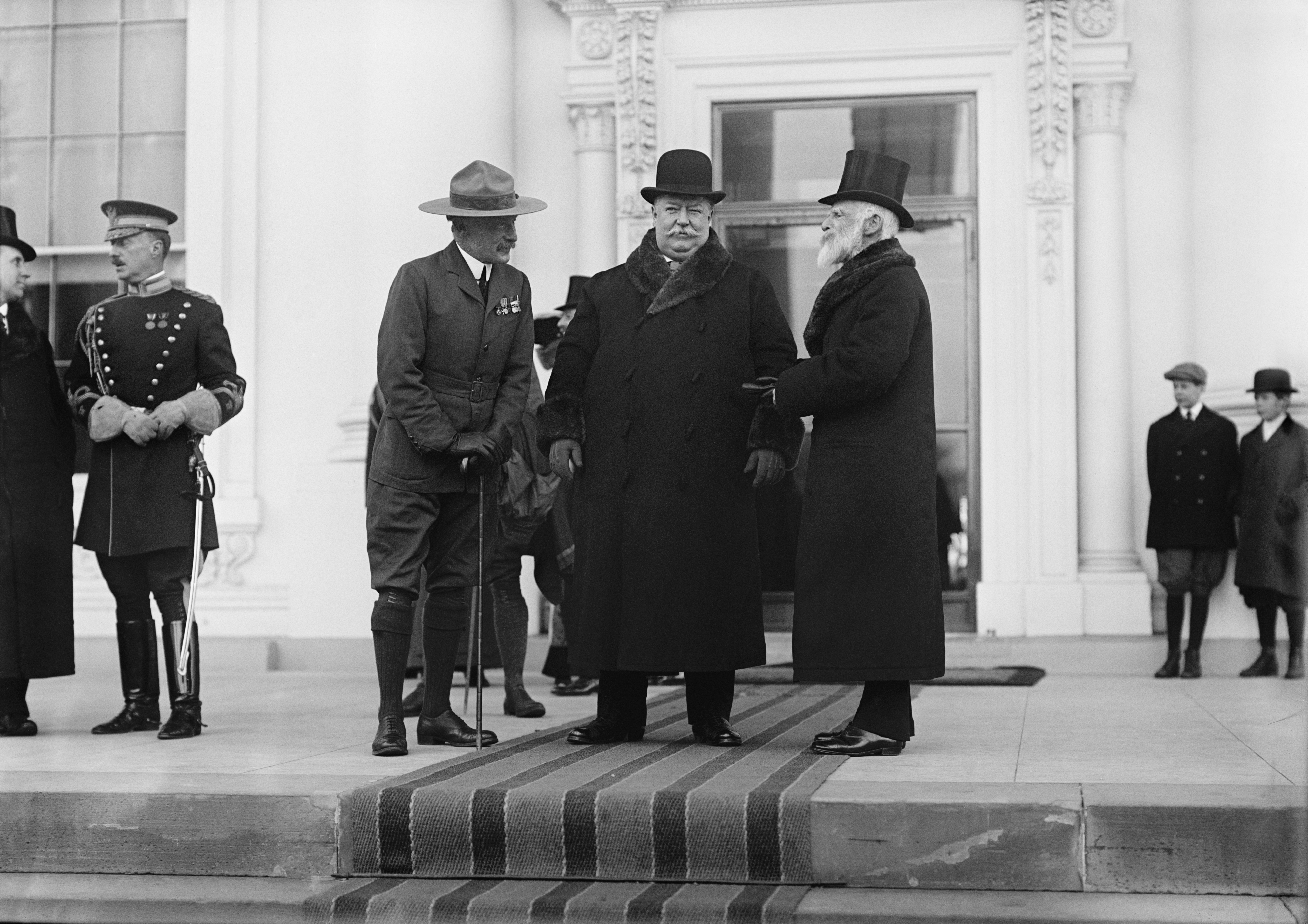
Inspecionando os Escoteiros de Washington, D.C. do pórtico da Casa Branca: Baden-Powell, Presidente William Taft, embaixador britânico Bryce (1912).

Em 1929, durante o 3º Jamboree Mundial Escoteiro, Baden-Powell recebeu de presente um carro Rolls-Royce de 20 cavalos de potência (chassi GVO-40, registro OU 2938) e um trailer Eccles. Essa combinação serviu bem aos Baden-Powell em suas viagens pela Europa. O trailer, apelidado de Eccles, está atualmente em exibição no Parque Gilwell. O carro, apelidado de Jam Roll, foi vendido após sua morte por Olave Baden-Powell em 1945. Jam Roll e Eccles foram reunidos em Gilwell durante o 21º Jamboree Mundial Escoteiro em 2007 e adquiridos por uma entidade beneficente chamada B–P Jam Roll Ltd., que está arrecadando fundos para quitar o empréstimo utilizado para comprar o carro.
O Movimento Escoteiro continuou a crescer. No dia em que atingiu a "maioridade" completando 21 anos contava com mais de 2 milhões de membros em praticamente todos os países do mundo. Nesta ocasião, Baden Powell recebeu do rei Jorge V a honra de ser elevado a barão, recebendo o estilo de Lorde Baden-Powell of Gilwell.

### Vida pessoal

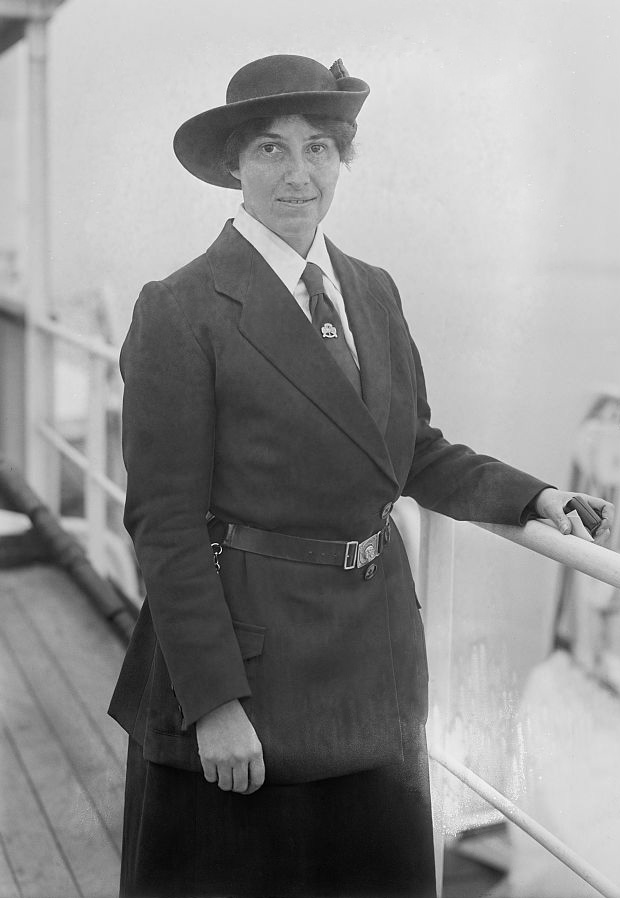
Olave Baden-Powell

Em janeiro de 1912, Baden-Powell estava a caminho de Nova York em uma turnê mundial de palestras a bordo do transatlântico SS Arcadian quando conheceu Olave St Clair Soames. Ela tinha 23 anos, enquanto ele tinha 55; ambos compartilhavam o mesmo aniversário, 22 de fevereiro. Eles ficaram noivos em setembro do mesmo ano, o que causou grande repercussão na mídia devido à fama de Baden-Powell. Para evitar a intrusão da imprensa, casaram-se em uma cerimônia privada em 30 de outubro de 1912, na Igreja de São Pedro, em Parkstone.
100.000 escoteiros doaram 1 penny cada para comprar um presente de casamento para Baden-Powell: um carro Standard de 20 cavalos de potência (não o Rolls-Royce que receberam em 1929). Há uma exposição sobre o casamento deles dentro da Igreja de São Pedro, em Parkstone.

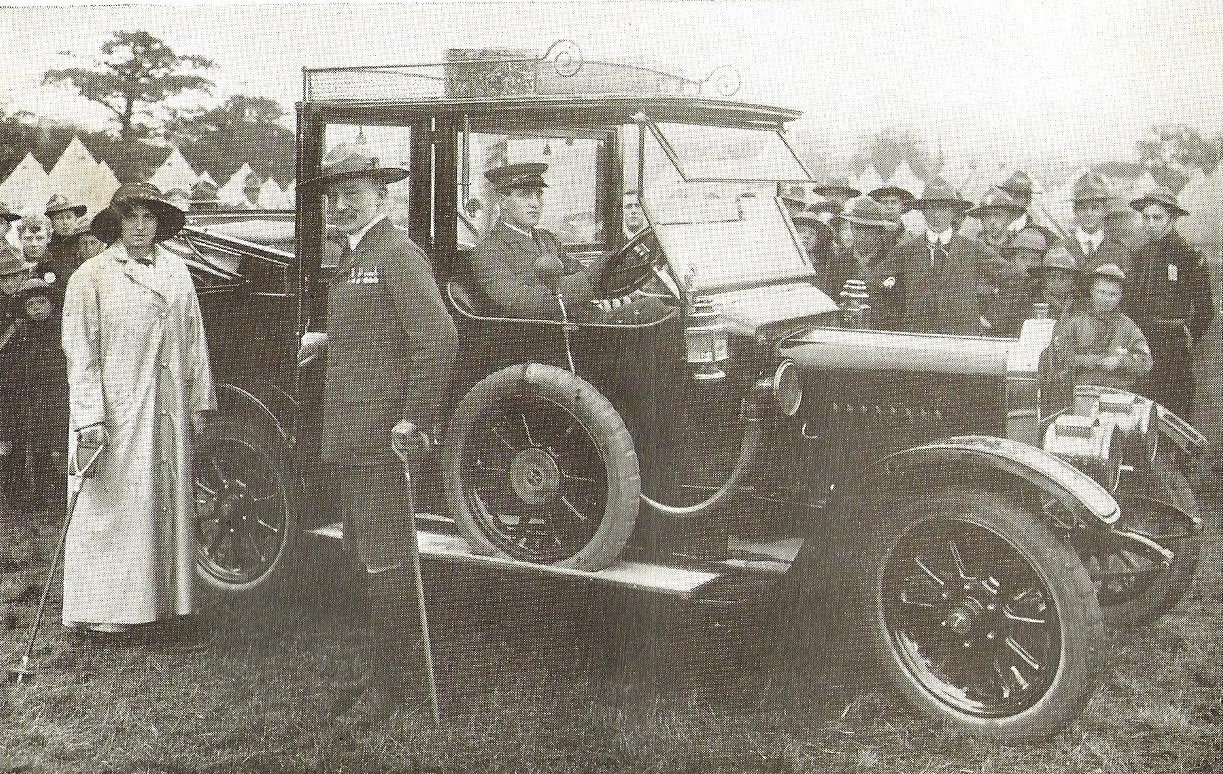
Robert e Olave Baden-Powell, com o carro dado como presente de casamento, na Exposição Imperial dos Escoteiros no Perry Hall Park, Birmingham, em julho de 1913.

O casal viveu em Pax Hill, perto de Bentley, Hampshire, nomeado assim porque foi comprado no Dia do Armistício (11 de novembro de 1918). A casa de Bentley foi um presente do pai de Olave. Após o casamento, Baden-Powell começou a sofrer de dores de cabeça persistentes, que só aliviavam quando ele deixava a cama compartilhada com sua esposa. Segundo seu médico, as dores eram consideradas psicossomáticas e tratadas com análise de sonhos.
Em 1939, mudaram-se para uma casa de campo que Baden-Powell encomendou em Nyeri, no Quênia, perto do Monte Quênia, onde ele já havia estado para se recuperar. A pequena casa de um cômodo, chamada Paxtu, ficava nos terrenos do Hotel Outspan, propriedade de Eric Sherbrooke Walker, primeiro secretário particular de Baden-Powell e um dos primeiros inspetores do escotismo. Walker também era dono do Treetops Hotel, localizado a cerca de 17 km nas Montanhas Aberdare, frequentemente visitado por Baden-Powell e outras pessoas da alta sociedade da época. A casa Paxtu está integrada às instalações do Hotel Outspan e atualmente serve como um pequeno museu.

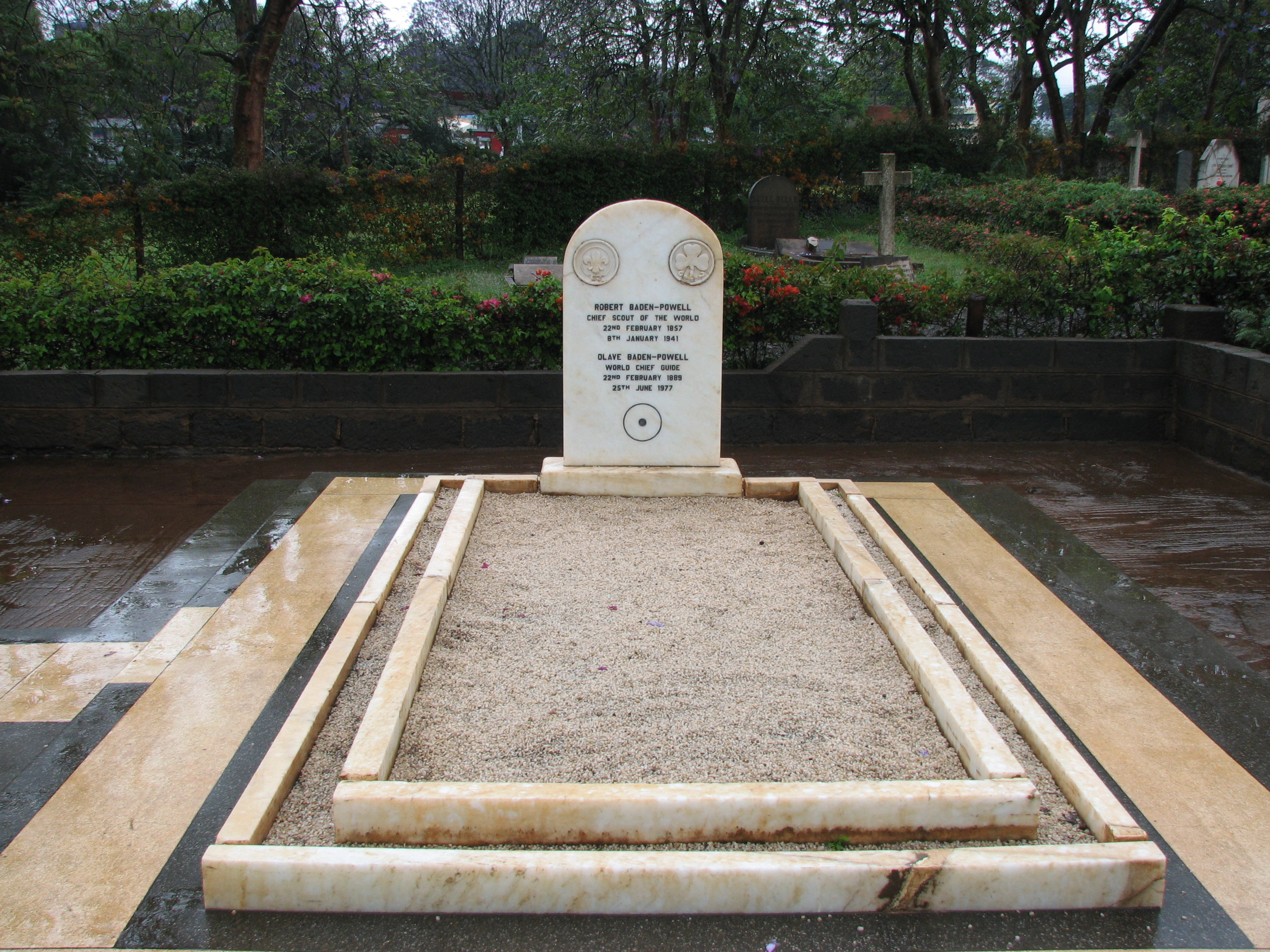
O túmulo de Baden-Powell no Cemitério de São Pedro em Nyeri, Quênia.

Baden-Powell e Olave tiveram três filhos: Arthur Robert Peter (1913–1962), que sucedeu o pai no título de barão; Heather Grace (1915–1986), que se casou com John Hall King (1913–2004) e teve dois filhos, o mais velho, Michael, morreu no naufrágio do SS Heraklion em 1966; e Betty St Clair (1917–2004). Quando a irmã de Olave, Auriol Davidson (nascida Soames), morreu em 1919, Olave e Baden-Powell acolheram suas três sobrinhas e as criaram como parte da família.

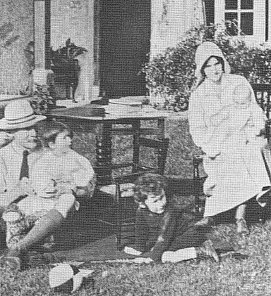
Baden-Powell com a esposa e três filhos, 1917.

Três biógrafos de Baden-Powell comentam sobre sua sexualidade. Os dois primeiros (em 1979 e 1986) focaram em sua relação com seu amigo próximo Kenneth McLaren. A biografia mais recente, de Tim Jeal (1989), discute essa relação e não encontra evidências de que essa amizade fosse erótica. Jeal analisa as visões de Baden-Powell sobre as mulheres, sua apreciação pela forma masculina, seus relacionamentos militares e seu casamento, concluindo que, em sua opinião pessoal, Baden-Powell era um homossexual reprimido. No entanto, os argumentos e conclusões de Jeal foram rejeitados por Procter e Block (2009) como "psicanálise amadora", para a qual não há evidências físicas.

### Últimos dias
No 5º Jamboree Mundial Escoteiro, em 1937, Baden-Powell fez sua despedida do escotismo público. O dia 22 de fevereiro, aniversário conjunto de Robert e Olave Baden-Powell, continua sendo comemorado como o Dia do Fundador pelos escoteiros e o Dia do Pensamento pelas bandeirantes.
Quando suas forças afinal começaram a declinar, depois de completar oitenta anos de idade, regressou à sua amada África com a sua esposa, Olave Baden-Powell, que fora uma entusiástica colaboradora em todos os seus esforços, e que era a Chefe-Mundial das Bandeirantes, movimento também iniciado por Baden-Powell.

Em sua carta final aos escoteiros, Baden-Powell escreveu:
"Tive uma vida muito feliz e quero que cada um de vocês também tenha uma vida feliz. Acredito que Deus nos colocou neste mundo alegre para sermos felizes e aproveitarmos a vida. A felicidade não vem de ser rico, nem apenas de ser bem-sucedido na carreira, nem de ser egoísta. Um passo em direção à felicidade é tornar-se saudável e forte enquanto jovem, para que você possa ser útil e aproveitar a vida quando adulto. Estudar a natureza mostrará quão cheia de coisas belas e maravilhosas Deus fez o mundo para você. Fique satisfeito com o que tem e tire o melhor disso. Olhe para o lado positivo das coisas em vez do negativo. Mas o verdadeiro caminho para a felicidade é dar felicidade aos outros. Tente deixar o mundo um pouco melhor do que o encontrou e, quando chegar sua vez de morrer, poderá morrer feliz, sentindo que não desperdiçou seu tempo, mas fez o melhor possível. 'Esteja sempre alerta' para viver feliz e morrer feliz – cumpra sua promessa escoteira sempre – mesmo depois de deixar de ser um menino – e que Deus o ajude a fazer isso."

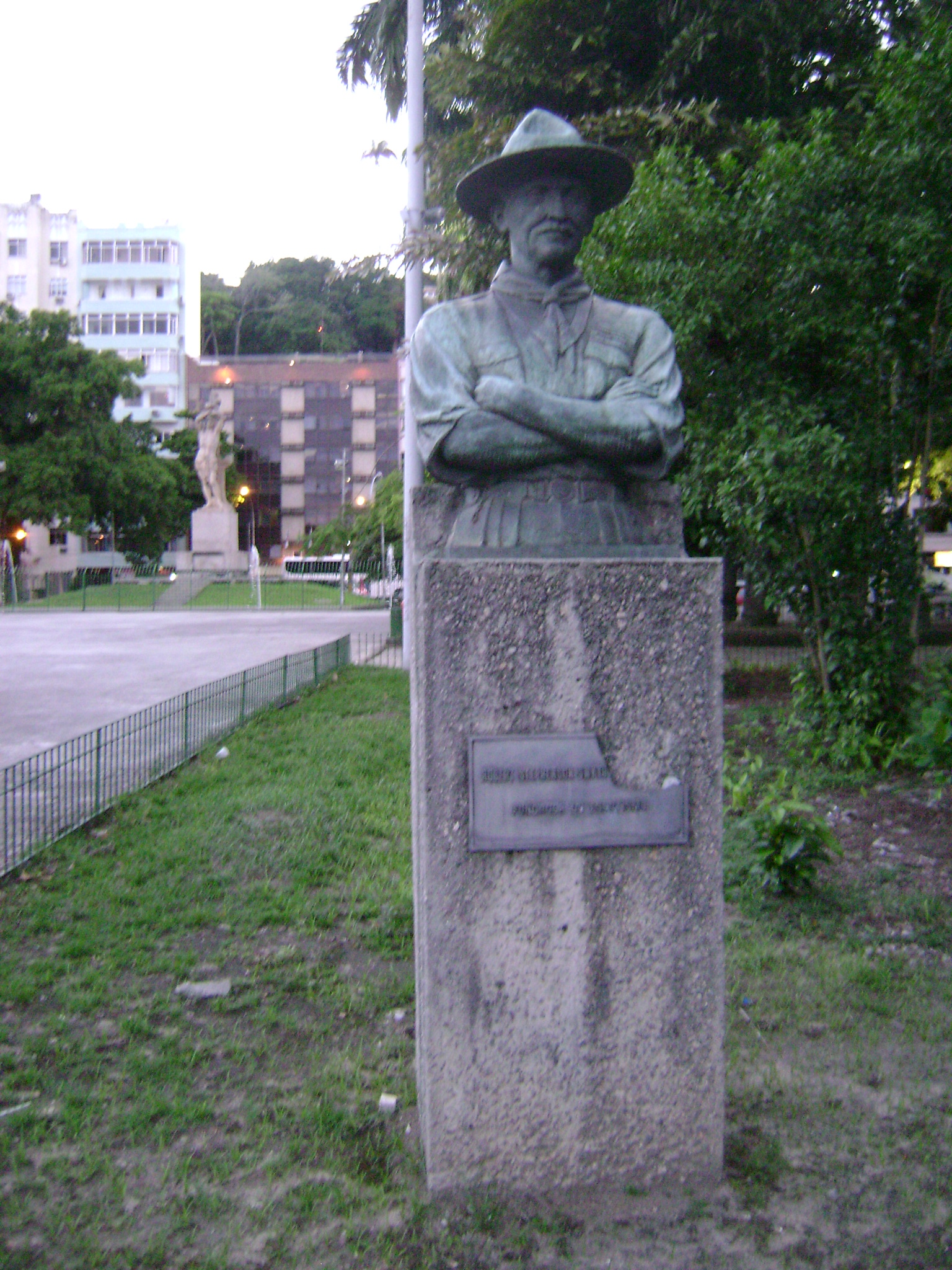
Estátua de Robert Baden-Powell na cidade do Rio de Janeiro.

Baden-Powell faleceu em 8 de janeiro de 1941 e foi sepultado no Cemitério de São Pedro, em Nieri, Quênia. Sua lápide traz um círculo com um ponto no centro ("ʘ"), o sinal de trilha que significa "Voltando para casa" ou "Fui para casa". Sua esposa, Olave, retornou à Inglaterra em 1942; após sua morte em 1977, suas cinzas foram levadas ao Quênia por seu neto Robert e enterradas ao lado de seu marido. Em 2001, o governo queniano declarou o túmulo de Baden-Powell um monumento nacional.

## Carta aos guias de patrulha (monitores)
"Quero que vocês, guias de patrulha, entrem em ação e adestrem as vossas Patrulhas inteiramente sozinhos e ao vosso jeito porque, para vocês, é perfeitamente possível pegar em cada rapaz da Patrulha e fazer dele um bom camarada, um verdadeiro Homem. De nada vale ter um ou dois rapazes admiráveis e o resto não prestar para nada. Vocês devem fazer deles inteiramente bons.
Para conseguir isso, a coisa mais importante é o próprio exemplo, porque, o que vocês fizerem, os vossos Escoteiros farão. Mostrem a todos eles que vocês sabem obedecer às ordens dadas, sejam elas ordens verbais, ou sejam regras que estejam escritas ou impressas; e que vocês cumprem as ordens, esteja ou não o Chefe escoteiro presente. Mostrem que conseguem conquistar distintivos de Especialidades e, com um pouco de persuasão, os vossos rapazes seguirão o vosso exemplo. Mas, lembrem-se que vocês devem guiá-los, e não empurrá-los."

## Livros e publicações

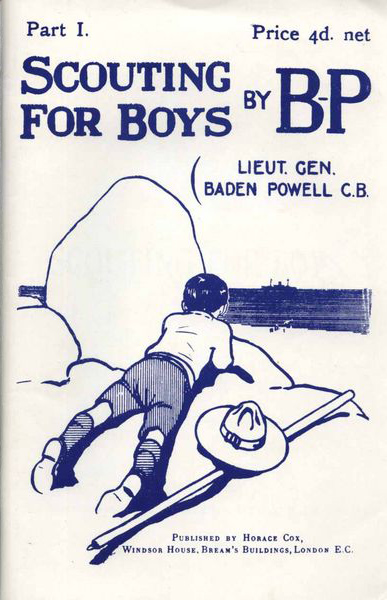
Capa da primeira parte de Escotismo para Rapazes, janeiro de 1908. Originalmente publicado em 6 partes

Baden-Powell publicou livros e outros textos durante seus anos de serviço militar, tanto para financiar sua vida quanto para educar seus homens de maneira geral.
- 1883 On Vedette: An Easy Aide-Mémoire
- 1884: Reconnaissance and Scouting
- 1885: Cavalry Instruction
- 1889: Pigsticking or Hoghunting
- 1896: The Downfall of Prempeh. A diary of life with the native levy in Ashanti, 1895-96
- 1897: The Campaign in Rhodesia
- 1897: The Matabele Campaign; being a narrative of the campaign in suppressing the native rising in Matabeleland and Mashonaland
- 1899: Aids to Scouting for N.-C.Os and Men
- 1900: Sport in War
- 1901: Notes and Instructions for the South African Constabulary
- 1907: Sketches in Mafeking and East Africa
- 1910: British Discipline, Essay No.32 of Essays on Duty and Discipline
- 1914: Quick Training for War
- 1915: Indian Memories (American title Memories of India)
- 1915: My Adventures as a Spy

Baden-Powell era considerado um excelente contador de histórias. Durante toda a sua vida, ele encantou audiências com suas "narrativas emocionantes". Após a publicação de Escotismo para Rapazes, continuou escrevendo mais manuais e materiais educativos para todos os escoteiros, assim como diretrizes para líderes escoteiros. Em seus últimos anos, também escreveu sobre o movimento escoteiro e suas ideias para o futuro. Ele passou a maior parte dos dois últimos anos de sua vida na África, e muitos de seus livros posteriores abordaram temas africanos.
- 1908: Scouting for Boys (Escotismo para Rapazes)
- 1909: The Scout Library No.4 Scouting Games - first published as a book by C. Arthur Pearson, Ltd., in 1910.
- 1909: Yarns for Boy Scouts
- 1912: The Handbook for the Girl Guides or How Girls Can Help to Build Up the Empire (co-authored with his younger sister Agnes Baden-Powell)
- 1913: Boy Scouts Beyond The Sea: My World Tour
- 1916: Young Knights of the Empire: Their Code, and Further Scout Yarns
- 1916: The Wolf Cub's Handbook
- 1918: Girl Guiding
- 1919: Aids To Scoutmastership
- 1921: What Scouts Can Do: More Yarns
- 1921: An Old Wolf's Favourites

- 1922: Rovering to success (A Caminho do Triunfo em Portugal e tem o nome de "Caminhos para o Sucesso" no Brasil)
- 1927: Life's Snags and How to Meet Them
- 1927: South African Tour 1926-7
- 1929: Scouting and Youth Movements
- est 1929: Last Message to Scouts
- 1932: illustrated by B-P - He-who-sees-in-the-dark; the Boys' Story of Frederick Burnham, the American Scout
- 1933: Lessons From the Varsity of Life - the American edition was titled Lessons of a Lifetime
- 1934: Adventures and Accidents
- 1935: Scouting Round the World
- 1936: Adventuring to Manhood
- 1937: African Adventures
- 1938: Birds and Beasts of Africa
- 1939: Paddle Your Own Canoe
- 1940: More Sketches Of Kenya

A maioria desses livros pode facilmente ser encontrada na versão original em inglês pela internet.

### Arte
O pai de Baden-Powell frequentemente fazia caricaturas das pessoas presentes em reuniões, enquanto sua avó materna também possuia dons artísticos. Baden-Powell pintava ou desenhava quase todos os dias de sua vida, com igual habilidade em ambas as mãos. A maioria de suas obras tem um caráter humorístico ou informativo. Seus livros estão repletos de desenhos feitos com caneta e tinta, frequentemente bem-humorados.
Ele produziu um número desconhecido de esboços; sempre viajava com um caderno de desenho, que usava frequentemente para esboços a lápis e "cartoons" que mais tarde transformava em pinturas em aquarela. Também criou algumas esculturas. Não existe um catálogo de suas obras, muitas das quais aparecem em seus livros. Doze de suas pinturas estão penduradas na sede dos escoteiros em Gilwell Park.
Uma exposição de suas obras foi realizada no Museu Willmer House, em Farnham, Surrey, de 11 de abril a 12 de maio de 1967, com um catálogo apenas em texto produzido para a ocasião.

## Controvérsias
Os primeiros distintivos de agradecimento (Thanks badges) da Associação Escoteira (1911) e a Medalha de Mérito tinham o símbolo da suástica, influenciado pelo uso do símbolo por Rudyard Kipling em seus livros, como O Livro da Selva, usado como base para os Lobinhos. A suástica era um símbolo de boa sorte na Índia muito antes de ser adotada pelo Partido Nazista em 1920. Quando o uso nazista se tornou mais difundido, os escoteiros abandonaram o símbolo.
A Alemanha Nazista baniu o escotismo, visto como um concorrente da Juventude Hitlerista, em junho de 1934, considerando-o um "refúgio para jovens contrários ao novo Estado". O regime considerava o escotismo uma organização perigosa de espionagem, e o nome de Baden-Powell foi incluído no "Livro Negro", uma lista secreta de 1940 com pessoas a serem detidas após a planejada conquista do Reino Unido. Um desenho de Baden-Powell retrata escoteiros ajudando refugiados que fugiam dos nazistas e de Hitler. Tim Jeal, autor da biografia Baden-Powell, expressa a opinião de que "a desconfiança de Baden-Powell em relação ao comunismo levou ao seu apoio implícito, por ingenuidade, ao fascismo", baseando-se em duas entradas do diário de B-P.
Baden-Powell encontrou Benito Mussolini em 2 de março de 1933 e, em seu diário, descreveu-o como "pequeno, robusto, humano e afável. Falou-me sobre os Balillas e recreações ao ar livre para trabalhadores, que ele impôs por meio de 'força moral'".
Em 17 de outubro de 1939, Baden-Powell escreveu em seu diário: "Fiquei de repouso o dia todo. Li Mein Kampf. Um livro maravilhoso, com boas ideias sobre educação, saúde, propaganda, organização etc. – e ideais que o próprio Hitler não pratica".

## Condecorações e Reconhecimentos

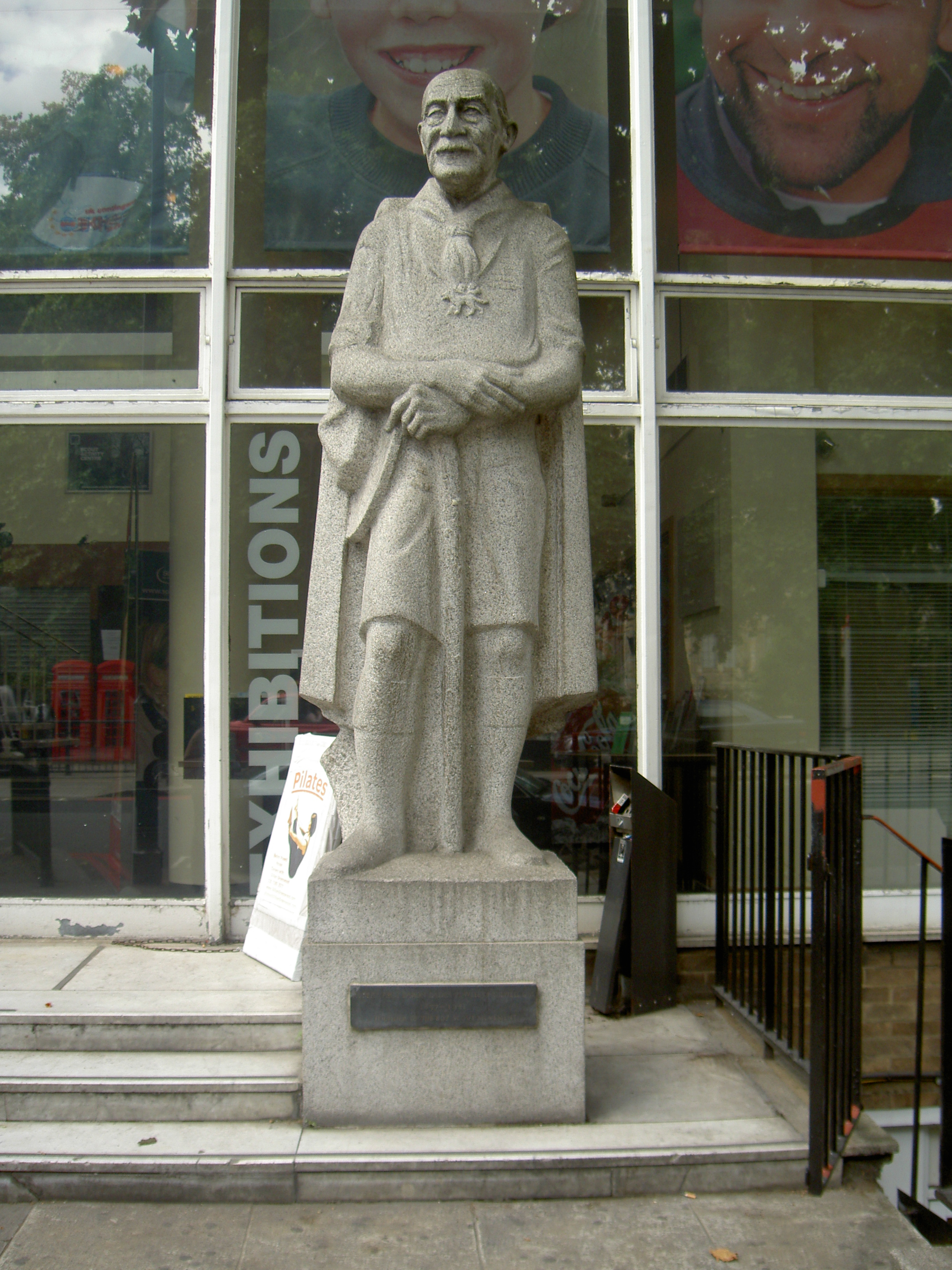
Estátua de Baden-Powell na frente da Baden-Powell House, em Londres.

Em 1937, Baden-Powell foi nomeado para a Ordem de Mérito, uma das condecorações mais exclusivas do sistema de honrarias britânico, e também recebeu 28 condecorações de estados estrangeiros, incluindo:
- Grã-Cruz da Ordem de Cristo de Portugal;
- Grande Comendador da Ordem do Redentor da Grécia (1920);
- Comendador da Legião de Honra da França (1925);
- Primeira Classe da Ordem do Mérito da Hungria (1929);
- Grã-Cruz da Ordem de Dannebrog da Dinamarca;
- Grã-Cruz da Ordem do Leão Branco;
- Grã-Cruz da Ordem da Fênix;
- Grã-Cruz da Ordem Polonia Restituta.

A Medalha da Lobo de Prata da Scout Association era originalmente usada por Robert Baden-Powell. A Medalha de Bronze do Lobo da Organização Mundial do Movimento Escoteiro, destinada a serviços excepcionais ao escotismo mundial, foi concedida pela primeira vez a Baden-Powell por decisão unânime do então Comitê Internacional no dia da criação da medalha, em Estocolmo, em 1935. Ele também foi o primeiro a receber o Prêmio Búfalo de Prata da Boy Scouts of America, em 1926.

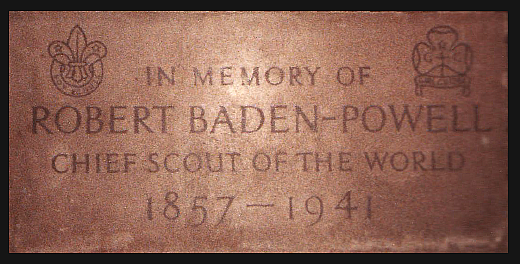
Placa em memória do Tenente-General Robert Stephenson Smyth Baden-Powell, na Abadia de Westminster, Londres, Reino Unido.

Em 1927, durante o Jamboree Nacional da Suécia, Baden-Powell foi agraciado pelo Österreichischer Pfadfinderbund com o Großes Dankabzeichen des ÖPB. Em 1931, recebeu das mãos do presidente Wilhelm Miklas o mais alto prêmio da Primeira República Austríaca (Großes Ehrenzeichen der Republik am Bande). Baden-Powell também foi um dos primeiros e poucos recipientes do Goldene Gemse, a mais alta condecoração conferida pelo Österreichischer Pfadfinderbund.
Em 1931, o Major Frederick Russell Burnham dedicou o Monte Baden-Powell, na Califórnia, a seu velho amigo. Hoje, essa amizade é homenageada perpetuamente com a dedicação do pico adjacente, Monte Burnham.
Baden-Powell foi indicado ao Prêmio Nobel da Paz em diversas ocasiões, incluindo 10 indicações distintas em 1928. Ele recebeu o Prêmio Wateler da Paz em 1937. Em 2002, Baden-Powell foi eleito o 13º na lista da BBC dos 100 Maiores Britânicos, após uma votação em todo o Reino Unido. Como parte das comemorações do Centenário do Escotismo em 2007, o Nepal renomeou o Pico Urkema como Pico Baden-Powell.
Em junho de 2020, após os protestos relacionados ao caso George Floyd no Reino Unido e a remoção da estátua de Edward Colston em Bristol, o Conselho de Bournemouth, Christchurch e Poole anunciou que uma estátua de Baden-Powell no cais de Poole seria removida temporariamente para sua proteção, devido a temores por sua segurança. A polícia acreditava que a estátua estava em uma lista de monumentos a serem destruídos ou removidos e que era alvo de manifestantes devido à percepção de que Baden-Powell possuía visões homofóbicas e racistas. A estátua havia sido instalada pelo BCP Council em 2008.

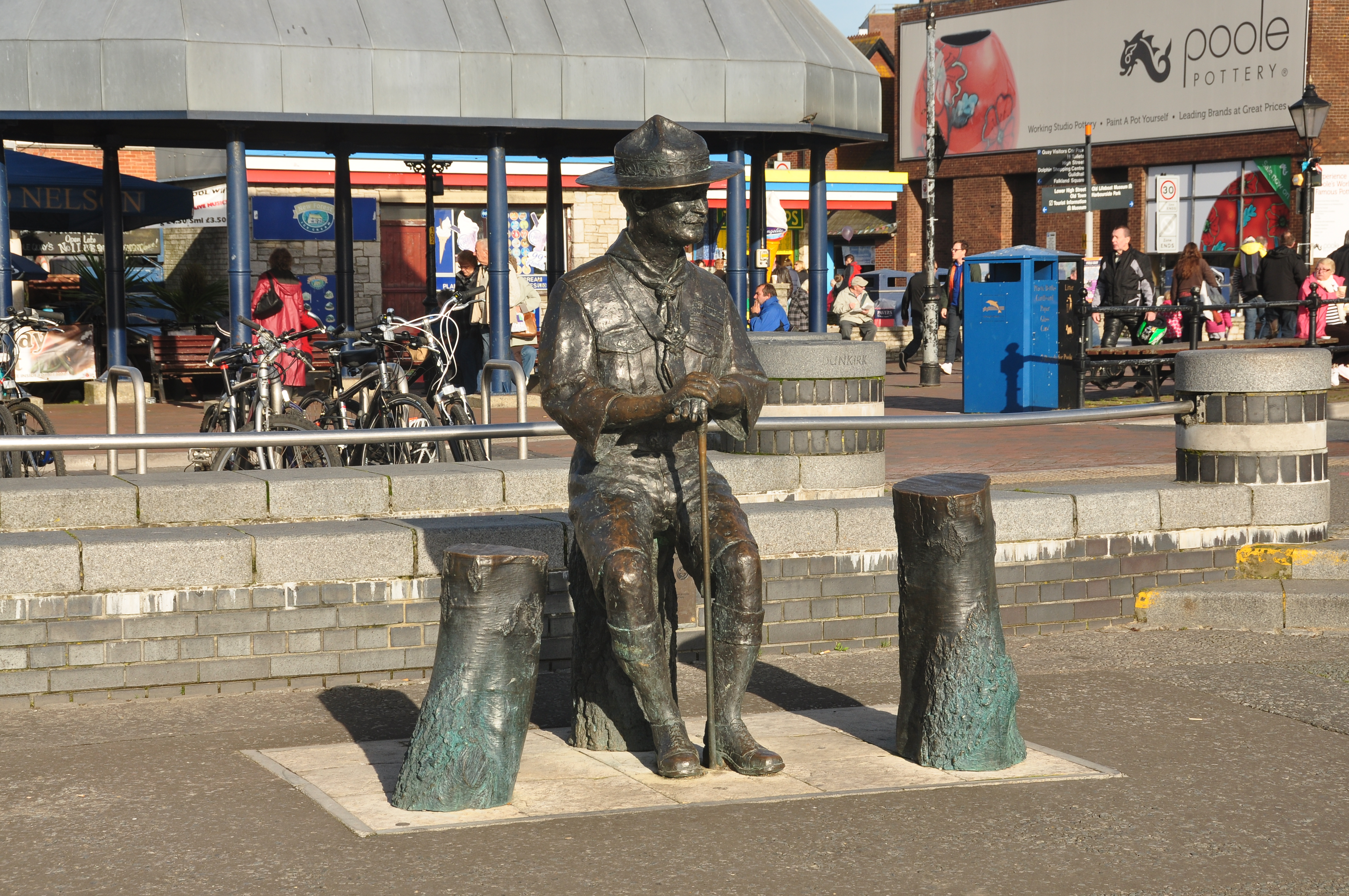
Estátue de B-P em Poole, Dorset. Em frente à Ilha de Brownsea

Após oposição à remoção, incluindo de moradores e escoteiros, alguns dos quais acamparam nas proximidades para garantir que a estátua permanecesse no local, o BCP Council decidiu protegê-la com barricadas em vez de removê-la. Mark Howell, vice-líder do BCP Council, declarou: "É nossa intenção que as barricadas sejam removidas na primeira oportunidade segura."